# Cue Shire
Cue Shire är en kommun i regionen Mid West i Western Australia i Australien. Kommunen har en yta på 13,623 km², och en folkmängd på 272 enligt 2011 års folkräkning. Huvudort är Cue.